# یاهیکو، نیگاتا
یاهیکو، نیگاتا (به لاتین: Yahiko, Niigata) یک منطقهٔ مسکونی در ژاپن است که در Nishikanbara District واقع شده‌است. یاهیکو ۲۵٫۱۷ کیلومترمربع مساحت و ۸٬۱۴۴ نفر جمعیت دارد.